# Glewiec
Glewiec – wieś w Polsce położona w województwie małopolskim, w powiecie proszowickim, w gminie Koniusza.

## Historia
Wieś duchowna, własność Opactwa Cystersów w Mogile, położona była w drugiej połowie XVI wieku w powiecie proszowskim województwa krakowskiego. W latach 1954–1960 wieś należała i była siedzibą władz gromady Glewiec, po jej zniesieniu w gromadzie Wierzbno. W latach 1975–1998 miejscowość administracyjnie należała do województwa krakowskiego.
Integralne części miejscowości: Kolonia, Podglewie, Stara Wieś.

## Oświata
- Szkoła podstawowa im. mjr Stanisława Szymachy w Glewcu[6].

## Zabytki
- drewniana kaplica z początku XX wieku;
- strażacka wieża alarmowa (czerwona cegła) z końca lat 50. XX wieku;
- drewniany krzyż dziękczynny z 1901 roku.